# Cloruro di molibdeno(III)
Il cloruro di molibdeno(III) o tricloruro di molibdeno è il composto binario con formula MoCl3, dove il molibdeno è nello stato di ossidazione +3. In condizioni normali MoCl3 è un solido di colore rosso scuro, scarsamente reattivo e insolubile in acqua, alcool e etere.

## Storia
Il composto fu isolato già nel 1857 da Christian Wilhelm Blomstrand, che però gli attribuì la formula Mo2Cl3. In seguito MoCl3 fu ottenuto puro e caratterizzato da L. Paul Liechti e Bernhard Kempe nel 1873.

## Struttura molecolare
Allo stato solido il tricloruro di molibdeno cristallizza con struttura monoclina, gruppo spaziale C2/m. Sono stati osservati due polimorfi. La forma α-MoCl3 illustrata nella figura ha costanti di reticolo a = 609,8 pm, b = 975,7 pm, c = 630,1 pm, β = 108,0°, con 4 unità di formula MoCl3 per cella elementare. Questa struttura è simile a quella di AlCl3, ma è distorta in modo che gli atomi di molibdeno al centro di ottaedri adiacenti distino solo 276 pm, producendo una apprezzabile interazione Mo–Mo. La forma β-MoCl3 ha costanti di reticolo a = 609,4 pm, b = 980,1 pm, c = 1202,6 pm, β = 92,8°, con 8 unità di formula MoCl3 per cella elementare.

## Sintesi
Il composto si ottiene per riduzione del cloruro di molibdeno(V) in atmosfera di idrogeno a 250 °C.
{\displaystyle {\ce {MoCl5 + H2 -> MoCl3 + 2HCl}}}
Alternativamente si può ridurre il MoCl5 con dicloruro di stagno in atmosfera di azoto.
{\displaystyle {\ce {MoCl5 + SnCl2 -> MoCl3 + SnCl4}}}

## Reattività
MoCl3 è un composto poco reattivo, ma in presenza di ioni cloruro può formare le specie MoCl3−6 e Mo2Cl3−9. Con altre basi di Lewis come piridina e THF forma complessi tipo [MoCl3(py)3] e  [MoCl3(THF)3]. Quest'ultimo in particolare è un materiale utile per la sintesi di altri complessi di molibdeno.